# 酸中毒
酸中毒（英語：Acidosis）是指血液中或其他身体组织中酸度升高的现象（即氢离子浓度升高）。如果不作进一步的说明，“酸中毒”通常指的是血浆的酸度。一般人们用动脉血的pH值来判定是否酸中毒——当pH值落于7.35以下时（不包括胎儿），一般就会被认为是酸中毒了。碱中毒的判定很类似——pH值在7.45以上时则为碱中毒。一般还需要经过动脉血液气体分析和其他测试来确定造成酸中毒、碱中毒的主要成因。
```
   調節酸中毒，可採取注射碳酸氫鈉或林格氏液
```